# اسکبسا د آلماسان
اسکبسا د آلماسان (به اسپانیایی: Escobosa de Almazán) یک دهستان در اسپانیا است که در سریا واقع شده‌است.

## خصوصیات
اسکبسا د آلماسان ۱۹ کیلومترمربع مساحت و ۳۸ نفر جمعیت دارد.